# Teoria da classificação
A classificação pode ser definida como a reunião de objetos ou seres com características semelhantes e a separação das não afins. Essa definição foi criada em 1961, quando James Duff Brown, bibliotecário nascido em Edimburgo, na Escócia, um dos primeiros a escrever livros sobre biblioteconomia e o criador do único sistema de classificação geral da Inglaterra, estabeleceu que a classificação nada mais é do que um processo mental constantemente executado de forma consciente e inconsciente por qualquer ser humano, ainda que não reconhecido como tal. A mente humana classifica objetos consciente ou inconscientemente para todos os tipos de propósito. Essa classificação perpassa pelas distinções das características comuns dos objetos até ao agrupamento de seres que desenvolvem entre si características próprias dentro de determinado grupo. 
Esse processo mental era praticado por alguns filósofos gregos como Aristóteles, um dos pioneiros na introdução do processo de classificação do conhecimento humano sob as bases filosóficas. Nunes sustenta que Aristóteles se utilizou de três critérios para classificar os saberes: critério da ausência ou presença do homem nos seres investigados, critério da imutabilidade e critério da modalidade prática. Essa classificação relaciona-se à divisão dicotômica dos objetos em gênero e espécie. Trata-se de uma hierarquização conceitual que divide um tema geral em espécies a partir da aplicação de uma característica classificatória. Posteriormente, na tentativa de organizar o conhecimento, surgiram vários tipos de classificações. A partir do século XVII, as classificações se dividiram em filosóficas e bibliográficas.
Piedade define a classificação filosófica "como as criadas pelos filósofos, com a finalidade de definir, esquematizar e hierarquizar o conhecimento, preocupados com as ordens das coisas". Dentre elas, merece destaque, a classificação baconiana, considerada uma das mais influentes nas diversas tentativas feitas para classificar o conhecimento.
Piedade ainda define a classificação bibliográfica "como sistemas destinados a servir de base à organização de documentos nas estantes, em catálogos, em bibliografias etc." Dentre os sistemas de classificação bibliográficas, destacam-se as de Dewey, Bliss, Cutter, Ranganathan, dentre outras.

## Um pouco sobre os sistemas de classificação
Os sistemas de classificação surgiram para organizar o conhecimento registrado. Aristóteles desenvolveu um sistema filosófico baseado em uma concepção rigorosa do Universo. Em seus tratados biológicos, apresentou o sistema de classificação dos animais que não se encontrava completo e que, originariamente em número de quatro, foram os seguintes: 
1. Gênero
2. Espécie
3. Diferença
4. Propriedade, e
5. Acidente.

Já na Metafísica, Aristóteles dividiu o conhecimento humano em três divisões e as subdividiu como segue:
A partir da concepção aristotélica, Porfírio descreve como as qualidades atribuídas às coisas podem ser classificadas, quebrando o conceito filosófico da substância como um relacionamento do tipo gênero/espécie, representado pela figura abaixo:
Em consequência, vários sistemas de classificações escolásticas foram operacionalizadas. Na classificação baconiana, apesar de algumas de suas classes e divisões se tornarem imbricadas, este sistema foi considerado um dos mais influentes nas diversas tentativas feitas para classificar o conhecimento. A classificação de Bacon está baseada na figura abaixo:
Posteriormente, a classificação baconiana foi ampliada e usada por terceiros para a construção de novos sistemas de classificação. Como exemplo, citamos a ampliação feita por d'Alembert, quando o mesmo usou de critérios sistemáticos para organizar os saberes dentro de uma enciclopédia, e o sistema bibliográfico da Classificação Decimal de Dewey (CDD), um sistema de classificação documentária desenvolvido por Melvil Dewey (1851 – 1931) em 1876 e, desde então, enormemente modificado e expandido ao longo de vinte e duas grandes revisões que ocorreram até 2004.
Partindo da CDD, novos sistemas de classificação bibliográfica foram criados, comoː a Classificação Decimal Universal, que é um sistema de classificação documentária desenvolvido pelos bibliógrafos belgas Paul Otlet e Henri la Fontaine no final do século XIX; a tabela de Cutter, uma tabela de códigos que indicam a autoria de uma obra literária, elaborada por Charles Ammi Cutter em 1880 e utilizada para classificar livros em bibliotecas; e a Classificação de Ranganathan ou Colon Classification, conhecida como Classificação em Facetas, classificação que não usava classes preestabelecidas e prontas às quais os títulos tinham de ser relacionados, mas criava classes de livros somente no momento em que um livro era analisado segundo os elementos conceituais de seu assunto, sintetizadas segundo as regras das fórmulas de facetas ligadas às disciplinas.
Partindo dessas contribuições, surgiram também esquemas especializados de classificação aplicáveis a diversos assuntos. Vários campos passaram a usar da classificação como critério de avaliação para eventuais seleções, sejam elas de notas, de resultados, de desempenho etc.
O desporto é uma das categorias que mais se utiliza de seleções, classificando os atletas em suas diversas categorias e segmentos e que dependem de seu desempenho individual ou coletivo para conceber seu objetivo principal: a vitória.